# Wetzikon
Wetzikon er en by i det nordøstlige Schweiz med 24.452 (2017) indbyggere. Byen ligger i Kanton Zürich.